# Gendarmeria Nacional (México)
A Gendarmeria Nacional (Gendarmería Nacional em espanhol) era uma divisão da Polícia Federal do México criada o 22 de agosto de 2014 mediante um decreto do presidente Enrique Peña Nieto como parte de sua estratégia de segurança para diminuir o crime organizado nesse país. Essa divisão, como o resto das divisões que formavam a Polícia Federal do México, desapareceram oficialmente no dia 1º de outubro de 2019, com a publicação no Jornal Oficial da Federação a determinação pela qual todos os recursos humanos, materiais e financeiros da instituição federal foram transferidos para a Guarda Nacional recém criada.

## História
A criação da Gendarmeria foi uma proposta de Peña Nieto realizada em 9 de abril de 2012 durante sua campanha pela presidência de México, proposta originalmente como um corpo de segurança civil dependente do exército mexicano. Voltaria a reafirmar tal proposta depois de ser eleito presidente, anunciando que o modelo seria similar à gendarmeria da França e dos Carabineiros do Chile, pelo que passou a fazer parte de sua política de segurança junto às reformas ao Sistema Nacional de Segurança.
Em 12 de fevereiro de 2013, anunciou-se que Manuel Mondragón e Kalb, seria o titular da Gendarmeria ao mesmo tempo que seria titular da Comissão Nacional de Segurança, para que um civil tivesse o comando da mesma e se anunciou o apoio da Gendarmeria nacional francesa para o adestramento da nova força de segurança. Na proposta de orçamento federal aprovado nesse ano se outorgou a este corpo de segurança um orçamento de 1,5 bilhões de pesos, com um fluxo previsto de 300 milhões por mês.
Em 8 maio de 2013 anunciou-se que a Gendarmeria entraria em operação em 16 de setembro de 2013 para coincidir com o desfile das forças armadas que se realiza nesse dia no México. Mas em agosto desse ano foi postergado o início de suas funções para julho de 2014 e anunciou-se que não seria mais uma força dependente do exército mas sim que converter-se-ia numa divisão da Polícia Federal de México.
As reformas legais para a criação da gendarmeria realizaram-se mediante decreto presidencial que foi publicado no Diário Oficial da Federação em 22 de agosto de 2014, em onde se reformou o Regulamento da Lei da Polícia Federal em onde se lista à Gendarmeria Nacional como a Sétima Divisão da Polícia Federal mexicana. Nesse mesmo dia no Centro de Comando da Polícia Federal Base Iztapalapa o presidente Enrique Peña Nieto entregou um pavilhão nacional à nova divisão com o que deram início suas funções. O novo corpo policial iniciou com 5,000 agentes militares.
Em 27 de agosto de 2014 Manelich Castilla Cravioto foi nomeado titular da Gendarmeria, e nesse mesmo dia seus membros foram deslocados a Vale de Bravo, Estado de México para começar suas funções.
Em 19 de março de 2015, no município de Ocotlán, Jalisco, um comboio de elementos da Gendarmeria foi atacado, resultando na morte de 5 membros. Tratou-se do ataque mais mortífero que sofreu a Gendarmeria desde que foi lançada em 2014. De acordo com investigações da PGR, os gendarmes foram atacados supostamente por membros do Cartel de Jalisco Nova Geração devido a um movimento de drogas na cidade.
Em junho de 2015, a Gendarmeria Nacional, de acordo com a "Encuesta Nacional de Seguridad Pública Urbana", elaborada pelo Instituto Nacional de Estatística e Geografia (INEGI) as percentagens da população que manifestaram identificar as diversas autoridades e percebeu seu desempenho como “muito ou algo efetivo” em seus trabalho relativos à prevenção e ao combate à delinquência, foram de 62.8% para a Gendarmeria Nacional, longe de 56.8% para o caso da Polícia Federal. De modo geral, a sociedade mexicana identifica à Gendarmeria Nacional como uma instituição independente e diferente à Polícia Federal.
O presidente Andrés Manuel López Obrador, após sua eleição, promete retirar os militares das forças armadas do combate ao narcotráfico, e apresenta ao congresso nacional projeto de emenda à constituição para a criação da Guarda Nacional, uma força policial com natureza de gendarmaria. A Guarda Nacional foi formada com a absorção de unidades e militares da Polícia Federal, Polícia Militar do Exército e a Polícia Naval.

## Armas
As armas principais eram o fuzil CZ 805 BREN A1 - Česká zbrojovka calibre 5.56 × 45 mm NATO e o fuzil FAL DSA SA58 calibre 7.62 × 51 mm NATO. Como arma secundária utilizavam a pistola CZ P-09 - Ceska zbrojovka calibre 9 × 19 mm Parabellum.[citação requerida]

## Funções
Conforme ao Regulamento da Lei da Polícia Federal em seu artigo 17 bis, correspondia à Gendarmeria as seguintes funções:
I.     Gerar condições de segurança pública, mediante o desdobramento operacional que realize em cumprimento das atribuições previstas no artigo 8, frações I, II, III ou XXX da Lei, nas situações seguintes:
a) Ante a presença do crime organizado ou ao alto índice delitivo, que ameacem a vida, a liberdade, a integridade ou o patrimônio dos cidadãos;
b) Ante à ameaça contra as fontes de rendimentos das pessoas, relacionadas com os ciclos produtivos, ou
c) Ante eventos os que, por sua monta, o Comissionado Geral determine que se requeira da presença desta Divisão para prevenir o cometimento de delitos.
II.     Implementar, em conformidade com as disposições jurídicas aplicáveis, estratégias integrais para fortalecer a segurança pública das pessoas ante às situações a que se refere a fração I deste artigo, baseadas na análise do comportamento da criminalidade, considerando as características sociodemográficas, econômicas e culturais das instalações, eventos, comunidades, regiões, zonas e rotas nos que se encontrem empenhados seus Integrantes;
III.    Propor programas de vinculação social e de participação cidadã que permitam levar a cabo atividades de apoio às comunidades em que se encontrem empregados seus Integrantes;
IV.   Propor e, se for o caso, executar ações táctico-operativas de dissuasão, reação, contenção e restauração da ordem pública nas instalações, eventos, comunidades, regiões, zonas e rotas nas que se encontrem empregados seus Integrantes;
V.    Supervisionar que se realizem as gestões necessárias ante à Secretaria Geral para dispor da infra-estrutura e o equipamento que permitam o emprego operativo itinerante de seus Integrantes e o cumprimento de suas atribuições;
VI.   Propor e, se for o caso, implementar ações para brindar segurança ao trânsito das pessoas, bens e serviços nas instalações, eventos, comunidades, rotas, regiões ou zonas nas que estejam a empregar seus Integrantes, em coordenação com as instâncias competentes;
VII.   Participar, em coordenação com a Divisão de Inteligência, na elaboração de métodos de inteligência que permitam gerar estratégias para a prevenção e investigação dos delitos;
VIII.  Propor à Comissão Geral os protocolos de operação que permitam o desenvolvimento de suas atribuições em comunidades indígenas, populações de alta marginação social, pessoas em situação vulnerável, turistas, migrantes e estrangeiros, com respeito a seus direitos humanos, e
IX.   Participar em auxílio à população em ações de proteção civil em coordenação com as autoridades competentes.

## Modo de Operação
A presença dos novos agentes numa determinada região era agendada para realizar tarefas de prevenção, ainda que também pudessem cumprir funções reativas.
Os gendarmes trabalhavam em quartéis móveis quando o emprego operativo seja de uns dias e até de três meses; em quartéis semi fixos quando a presença seja de até seis meses, e em quartéis fixos quando se requeira uma permanência maior a seis meses.
O modelo privilegiava a segurança cidadã e desenhava protocolos de operação apegados ao respeito dos direitos humanos.

## Agrupamentos
Existiam diversos agrupamentos dentro da corporação: Agrupamento de Cavalaria, Agrupamento de Operações Especiais, Agrupamento de Reação, de Proximidade Social, de Segurança Rural, de Segurança Fronteiriça e um mais de Proximidade Turística.